# Muffblock

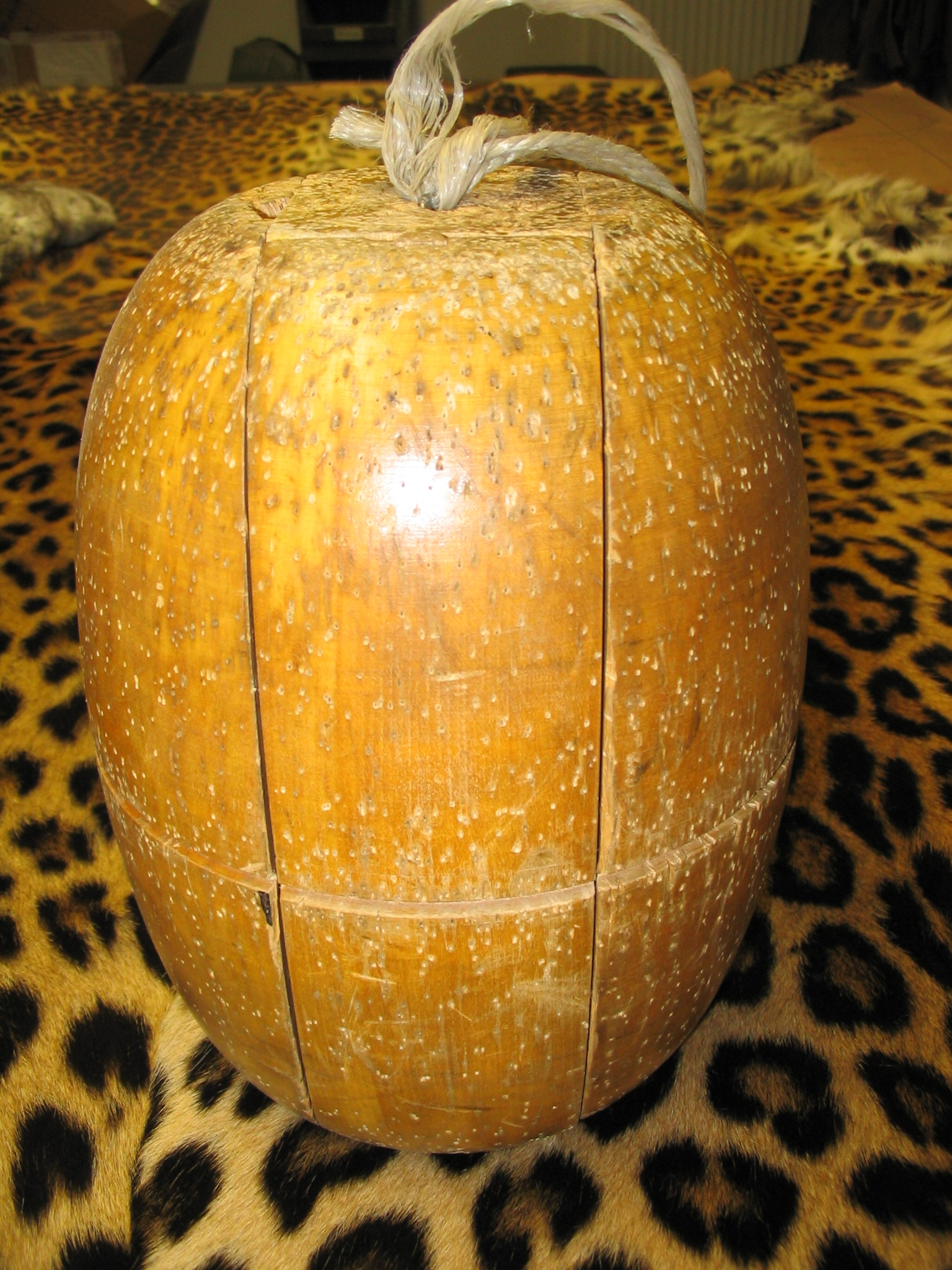
Tonnenmuffblock (ca. 1980)

Ein Muffblock, auch Muffstock, ist eine vom Hutformenbauer oder Drechsler für das Kürschnerhandwerk und entsprechende Industrien hergestellte Holzform, mit deren Hilfe Muffe aus Pelz produziert werden. Pelzmuffe haben meistens eine gerundete Form, die sich durch Zuschneiden und Nähen allein nicht perfekt herstellen lässt. Durch Anfeuchten des Leders zügig gemacht spannt der Kürschner oder Modist das vorgefertigte Fellteil über den Block und lässt es darauf trocknen.
Der Muff, lange ein wesentliches Bekleidungsaccessoire, wurde seit Ende der ersten Hälfte des 20. Jahrhunderts immer mehr von der Mode vernachlässigt. Im Jahr 1956 hieß es in einem Fachbuch: „Schon das Zusammensetzen der aus mehreren Teilen auf Nut und Feder gearbeiteten Holzblöcke bedarf der Übung. Leider muss festgestellt werden, daß der Nachwuchs weithin diese zur Grundausbildung gehörende Arbeit nicht beherrscht und bei Gesellen- und Meisterprüfungen ein Fiasko erlebt.“

## Beschreibung
Muffe gibt es in verschiedenen Größen, klein über größer, vor allem historisch bis zur Kissengröße, flach, rechteckig und quadratisch, rund und tonnenförmig. Nur für Muffe mit starken Rundungen werden zur perfekteren Ausführung Muffblocks verwendet.
Ein Tonnenmuffblock besteht aus sieben oder neun Teilen, die auseinandernehmbar sind. Nut und Feder sind konisch geformt, so dass die Teile mit Feder nur von einer Seite in die Rinne eingeschoben werden kann. Die einzelnen Teile sind nummeriert. Das als letztes, entsprechend der daran befindlichen Nummern einzufügende Segment ist das Mittelteil. Je nach Hersteller sind die Abschlüsse an den Handlöchern anders ausgeformt. Heute ist in der Regel keine extra Fortführung des Blocks in ein Handloch mehr vorhanden. Ältere, in manchen Firmen noch vorhandene und gegebenenfalls auch in Gebrauch befindliche Blöcke haben jedoch entsprechende Verlängerungen, entweder zylinderförmig oder aufkragend. Hier wird das gespannte Fell nicht festgezweckt, sondern mit einem Bindfaden zusammengezogen und festgehalten.

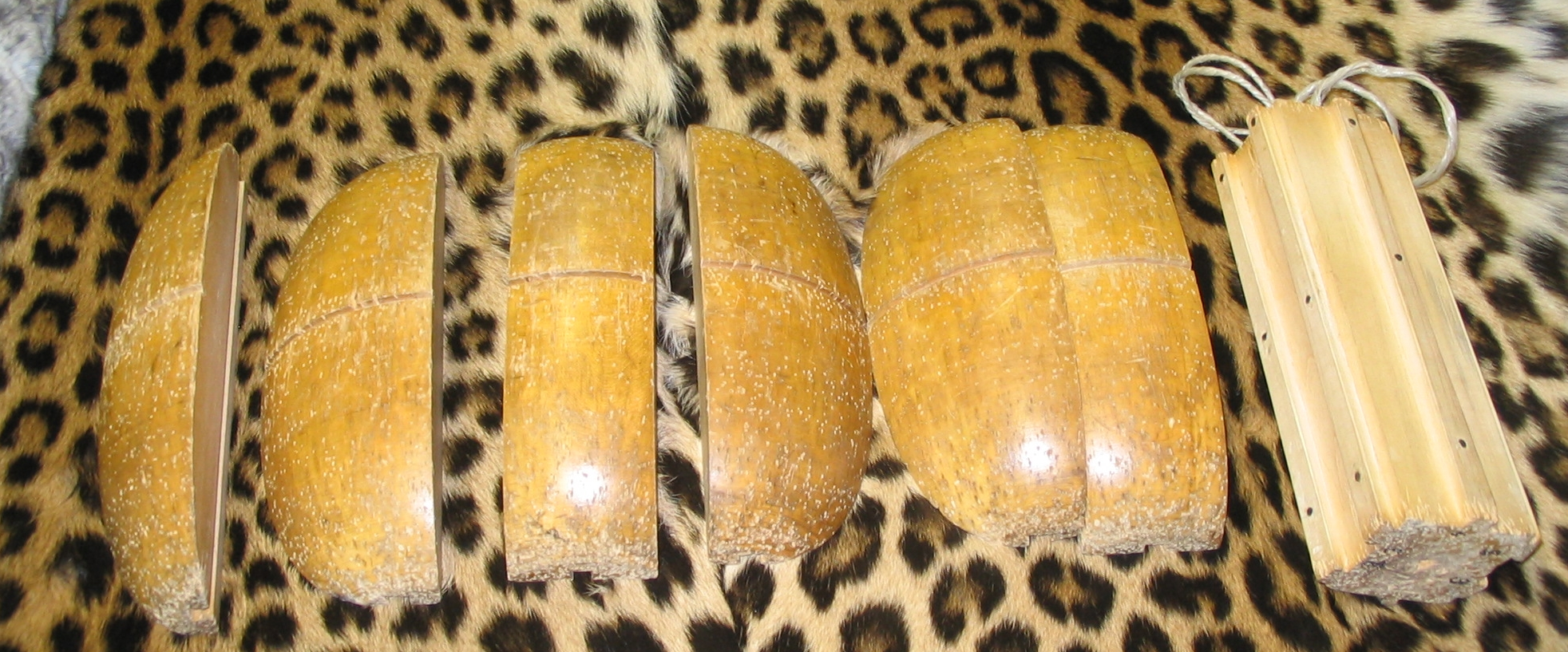
Die sieben Teile eines Tonnenmuffs
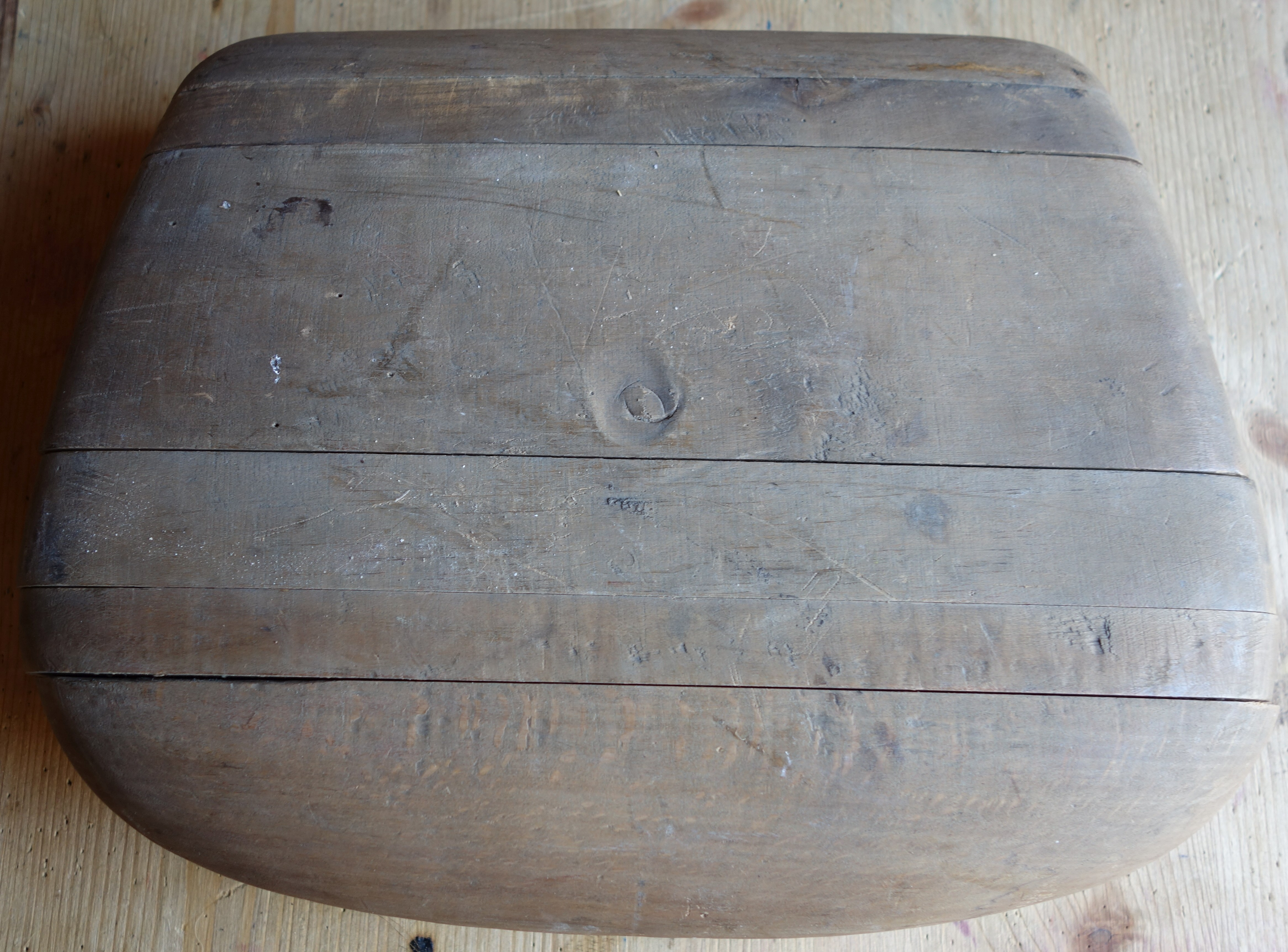
Großer, taschenförmiger Block
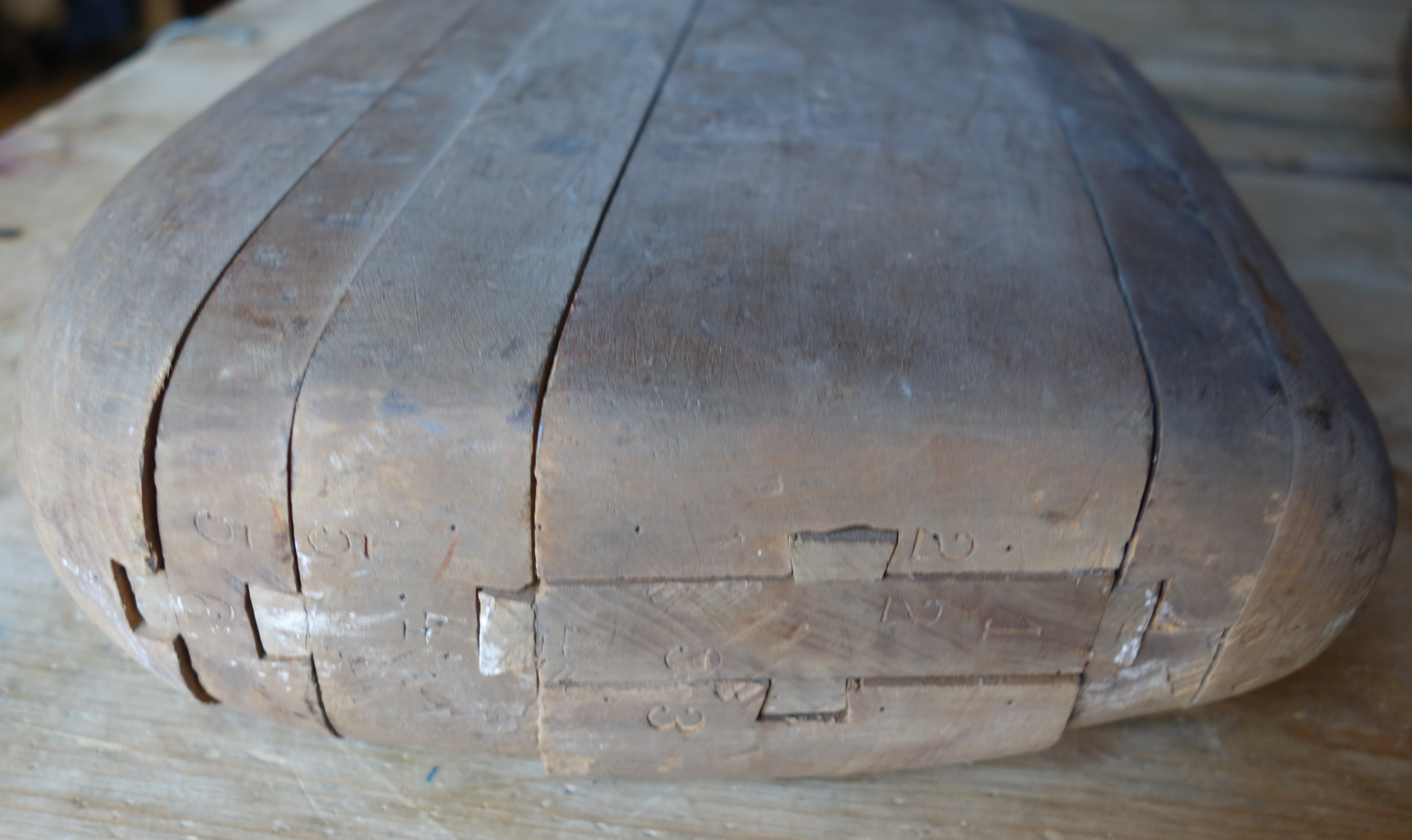
Seitenansicht mit Nut und Feder und Nummerierung

## Geschichte

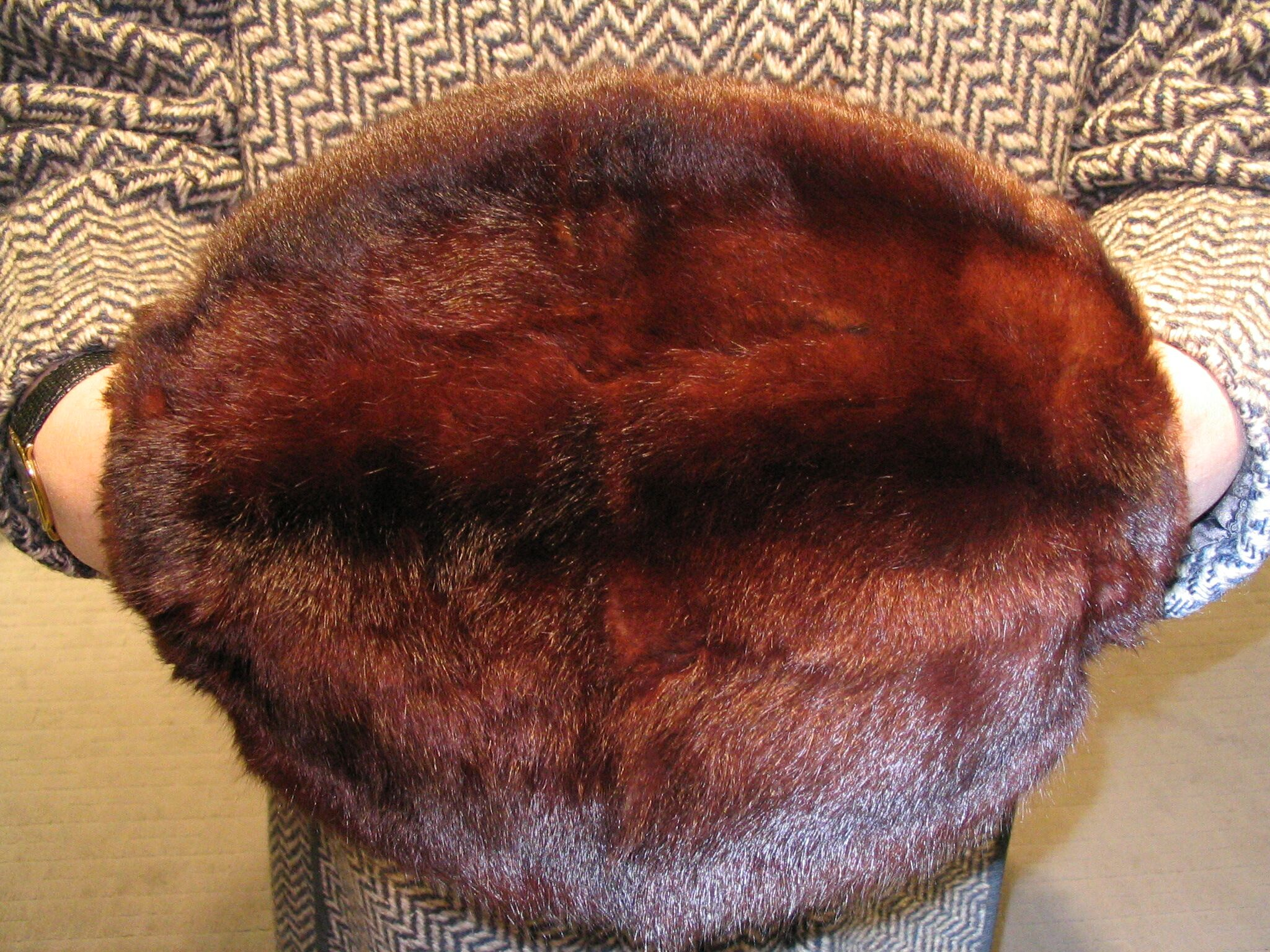
Tonnenmuff aus zobelgefärbten, grotzierten Fehrückenfellen („Zobel“feh). Gearbeitet ca. 1920

Der Muff gilt als eine Erfindung der Neuzeit. Laut Alexander Tuma dürfte er kaum vor dem 4. bis 5. Jahrhundert in Gebrauch gewesen sein. Im Mittellatein des 9. Jahrhunderts gab es eine muffala. Der französische Kulturhistoriker Octave Uzanne verfasste eine Geschichte des Muffs. Er fand die frühesten Spuren jedoch erst im Venedig des 14. Jahrhunderts, und zwar in der Form von überweiten, pelzbesetzten Ärmeln von Frauen und Männern, die Mode in Deutschland folgte ähnlich. Auf Abbildungen des 16. Jahrhunderts ist der eigentliche Muff bei vornehmen Damen zu sehen, ein Jahrhundert später auch auf deutschen Gemälden. Im Barock hatte er eine beachtliche Größe, getragen von Damen und Herren. Nach einer Pause in der Männermode kam er im Rokoko noch einmal zurück. Die Grundformen haben sich seit dieser Zeit nicht mehr verändert.
Für die frühen, taschenartig flachen Muffe wurden keine Blöcke benötigt, leichte Rundungen der Ränder ließen sich durch Abnäher erzeugen. Auch die röhrenförmigen „Mannsmuffen“ des Mittelalters ließen sich ohne Block, womöglich sogar ohne Schnittmuster, zuschneiden.
Die Wiener Kürschner nehmen für sich in Anspruch, die ersten gewesen zu sein, die perfekt geformte Muffe auf Holzblöcken herstellten: „Die Erfindung, Muffe auf Stöcken zu machen (Wiener Stockmuff, 1883) ist ein Verdienst des heimischen Gewerbes und heute können wir mit Stolz sagen, daß die Wiener Kürschnerkunst vor aller Welt in Ehren bestehen kann und was Geschmack anbelangt, an erster Stelle steht“.
Die Pelzzutatenhandlung Hausding & Bergmann aus Pirna in Sachsen bot in einem nicht datierten Katalog (ca. zwischen 1930 und 1940) als „einige der gangbarsten Muffblock-Größen und Formen“ an:
- Kurze Tonne 55 cm Umfang, 22,5 cm lang, wird für Seal, Electric, Persianer, Nutria und alles andere flache Pelzwerk verwendet
- Mittlere Tonne 55 cm Umfang, 23,5 cm lang, ist vorgesehen für Nerz, Kanin, Wallaby, australisch Opossum und anderes halbrauhes Pelzwerk
- Lange Tonne 55 cm Umfang, 25 cm lang, eignet sich vorzüglich für Skunks, amerikanisch Opossum, Marder und anderes „rauhes“ Pelzwerk
- Neue Tasche 50 cm Umfang, 25 cm lang, ist für alle Fellsorten bestimmt

„Die vorstehend angegebenen Größen sind heutige Normalgrößen. Wir liefern selbstverständlich auch kleinere Formen (Tonnen schon von 48 cm Umfang an und Taschen schon von 16 cm Umfang an. Muffblöcke jeder anderen Form und Größe auch nach Abbildung oder Skizze liefern wir ebenfalls schnellstens.)“

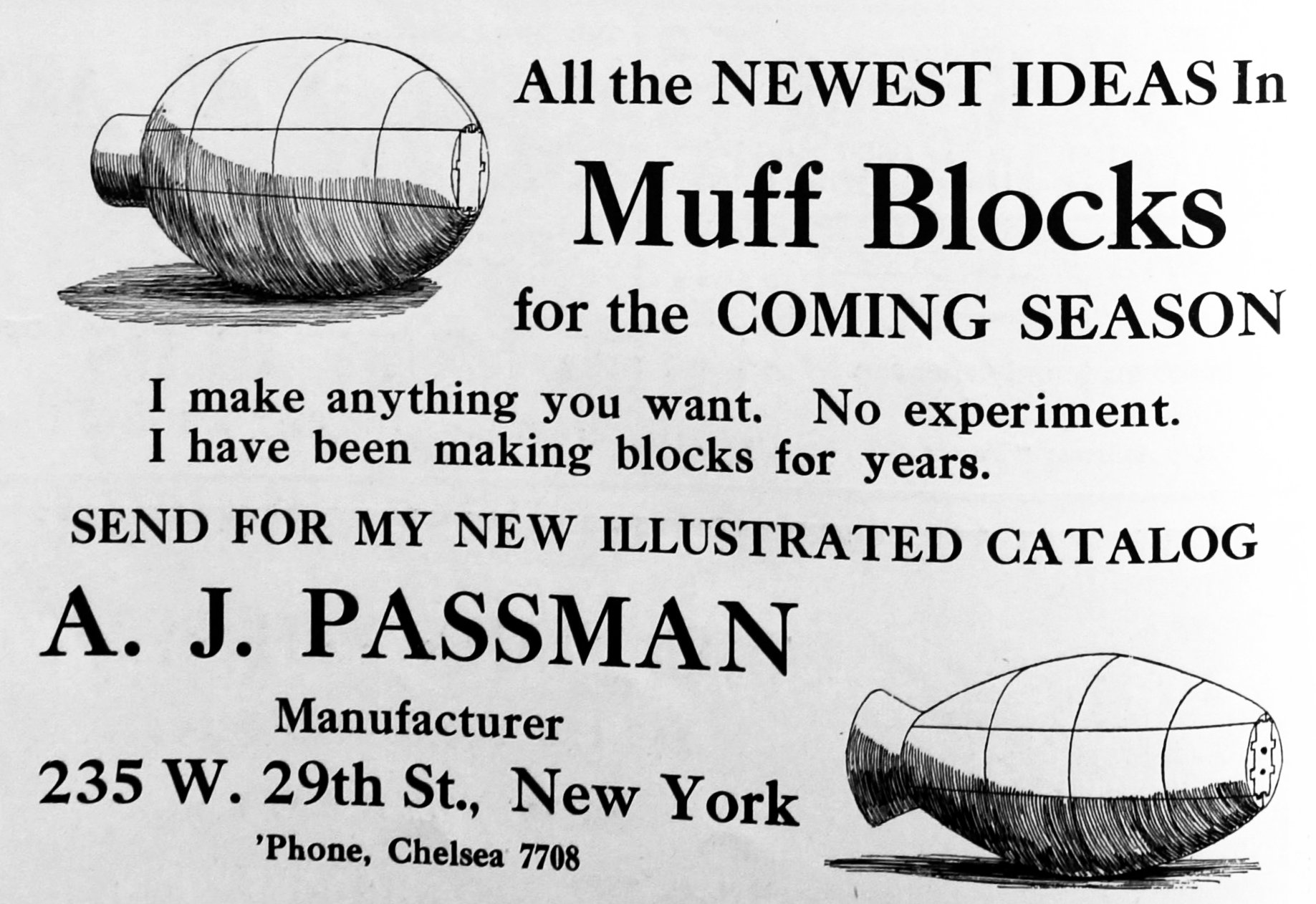
Anzeige des Muffblockherstellers A. J. Passman, New York mit einseitiger Handlochfortführung, die ein Aufstellen zum Trocknen ermöglicht (1914)